# DubaiLand

Dubailand är ett underhållningskomplex som kommer att täcka en yta av 278 km² i Dubai. Detta komplex kommer att innehålla 45 väldigt stora och 200 normalstora projekt. Dubailand ligger precis intill E311, som är en motorväg i Dubai.

## Historia och framtid
Den 23 oktober 2003 blev det officiellt att DubaiLand skulle byggas. För närvarande pågår byggandet av 22 projekt, varav ett antal är öppna eller klara. Tre av dessa är Dubai Autodrom, Global Village och Al Sahra Desert Resort. 2008 blev det officiellt att Six Flags, Dreamworks, Freej, Marvel och Legoland skulle bygga parker här.

### Sju zoner
DubaiLand är indelat i sju zoner. Flera projekt ingår i varje zon. Vilka zoner de olika projekten ingår i följer nedan.

#### Sevärdhet- och upplevelsevärld 13 km²
- Warner brothers Movie World
- Legoland Dubai
- Six Flags DubaiLand
- DreamWorks Studio Theme Park
- Universal Studios Dubailand
- F1-X theme park Dubai
- Tiger Woods Dubai
- Bawadi
- Falconcity of Wonders
- Fantasia
- Freej Dubai
- Marvel Super Heroes Theme Park
- Tourism world
- Legends of Dubailand
- Aviation World
- Islamic culture and Science
- The Global Village
- Kids City
- Giants World
- Water Parks
- Sahara Kingdom
- Dubai Snowdome

#### Handels- och underhållningsvärlden 4 km²
- Dubai Outlet City
- Flea Market
- World Trade Park
- Auction World
- Factory Outlets

#### Tema fritid- och säsongsuthyrningsvärlden 29 km²
- Women's World (LEMNOS)
- Destination Dubai
- Desert Kingdom
- Andalusian Resort and Spa

#### Ekoturismvärlden 75 km²
- Al Sahra Desert Resort
- Sand Dune Hotel
- Al Kaheel
- Bio World
- Animal World

#### Sport- och utomhusvärlden 19 km²
- Dubai Sports City
- Emerat Sports World
- Extreme Sports World
- Plantation Equestrian och Polo Club
- Dubai Motor City som innehåller Dubai Autodrome
- Dubai Golf city

#### Downtown
- Mall of Arabia, som kommer att bli världens största köpcentrum
- City Walk
- Restless Planet
- The Great Dubai Wheel
- Virtual Game World

#### Vetenskap och planetarier
- Astrolab Resort